# Platánion
Platánion (Platani) är en ort i Grekland.   Den ligger i prefekturen Nomós Argolídos och regionen Peloponnesos, i den södra delen av landet, 110 km väster om huvudstaden Aten. Platánion ligger 506 meter över havet och antalet invånare är 103.
Terrängen runt Platánion är kuperad åt nordost, men åt sydväst är den bergig. Runt Platánion är det glesbefolkat, med 10 invånare per kvadratkilometer. Närmaste större samhälle är Nemea, 12,3 km öster om Platánion. 